# Isla Pyramid (Nevada)
La Isla Pyramid o bien Isla Pirámide (en inglés: Pyramid Island) es una pequeña isla cerca de la costa sureste del lago Pirámide (o Pyramid Lake), en el estado de Nevada al oeste de los Estados Unidos. Se encuentra aproximadamente a 1,2 millas al noreste de Isla Anaho y a poco menos de seis millas de la comunidad de Sutcliffe. La banda blanca vista al este de la isla se compone de carbonato de calcio que proviene de cuando el lago esta en o cerca de su punto de desbordamiento.